# Saupsdorf
Saupsdorf ist ein Ortsteil der Stadt Sebnitz im Landkreis Sächsische Schweiz-Osterzgebirge in Sachsen.

## Geschichte
Erstmals urkundlich erwähnt wurde das damals noch zum Königreich Böhmen gehörende Waldhufendorf 1445 als Sawpirstorff unter der Lehnsherrschaft der Berka von Dubá. 1451 kam der Ort in den Besitz der Wettiner. Saupsdorf gehörte kirchlich bis 1702 zu Sebnitz, danach zu Hinterhermsdorf. Eine Kalkgewinnung wurde Anfang des 17. Jh. betrieben, die im 19. Jh. wieder auflebte. Mit dem 1830 angelegte Schacht wurde bis 1890 Kalk abgebaut. Um 1800 gab es eine Strumpffabrik. Am 22. April 1945 erreichte der Todesmarsch aus dem KZ-Außenlager Schwarzheide Saupsdorf, wo die Häftlinge in Scheunen übernachteten. Die SS erschoss 6 Häftlinge. Auf dem Friedhof erinnert noch heute ein Grabstein daran. Am 23. April  wurden am Abzweig Rölligmühle acht Häftlinge von der SS exekutiert. Ein Gedenkstein erinnert an das Ereignis.
Am 1. März 1994 wurde aus dem Ort zusammen mit Lichtenhain und Ottendorf die Gemeinde Kirnitzschtal gebildet, die am 1. Oktober 2012 in die Stadt Sebnitz eingemeindet wurde.

## Sehenswürdigkeiten

### Allgemeines
Saupsdorf ist ein ruhiger Ort mit knapp 500 Einwohnern, er liegt auf der Grenze zwischen dem Elbsandstein und dem Lausitzer Granit, der Übergang von der Sächsischen Schweiz zum Lausitzer Berg- und Hügelland. Die 1842 geweihte   Dorfkirche, die 1902 erneuert wurde, mehrere große Bauernhöfe, Mühlen, Umgebinde- und Fachwerkhäuser prägen diesen Ort am 496 Meter hohen, auch „Schweizerkrone“ genannten Wachberg, der ein weitreichendes Panorama auf die Hintere Sächsische Schweiz, die Böhmische Schweiz und ins Osterzgebirge mit einer guten Rundumsicht zu den Thorwalder Wänden, über die Affensteine mit dem Bloßstock bis zu den Schrammsteinen bietet. Der Wachberg hat seinen Namen vermutlich nach dem Dreißigjährigen Krieg erhalten, vorher hieß er noch Butterbergk. Auf dem Wachberg befindet sich seit 1851 eine bei Wanderern und Tagesausflüglern beliebte Bergbaude mit Pension. Die Wachbergbaude ist ganzjährig geöffnet und zu Fuß oder mit dem Auto zu erreichen. Der Panoramaweg und Prof.-Alfred-Meiche-Weg führen über den Wachberg.

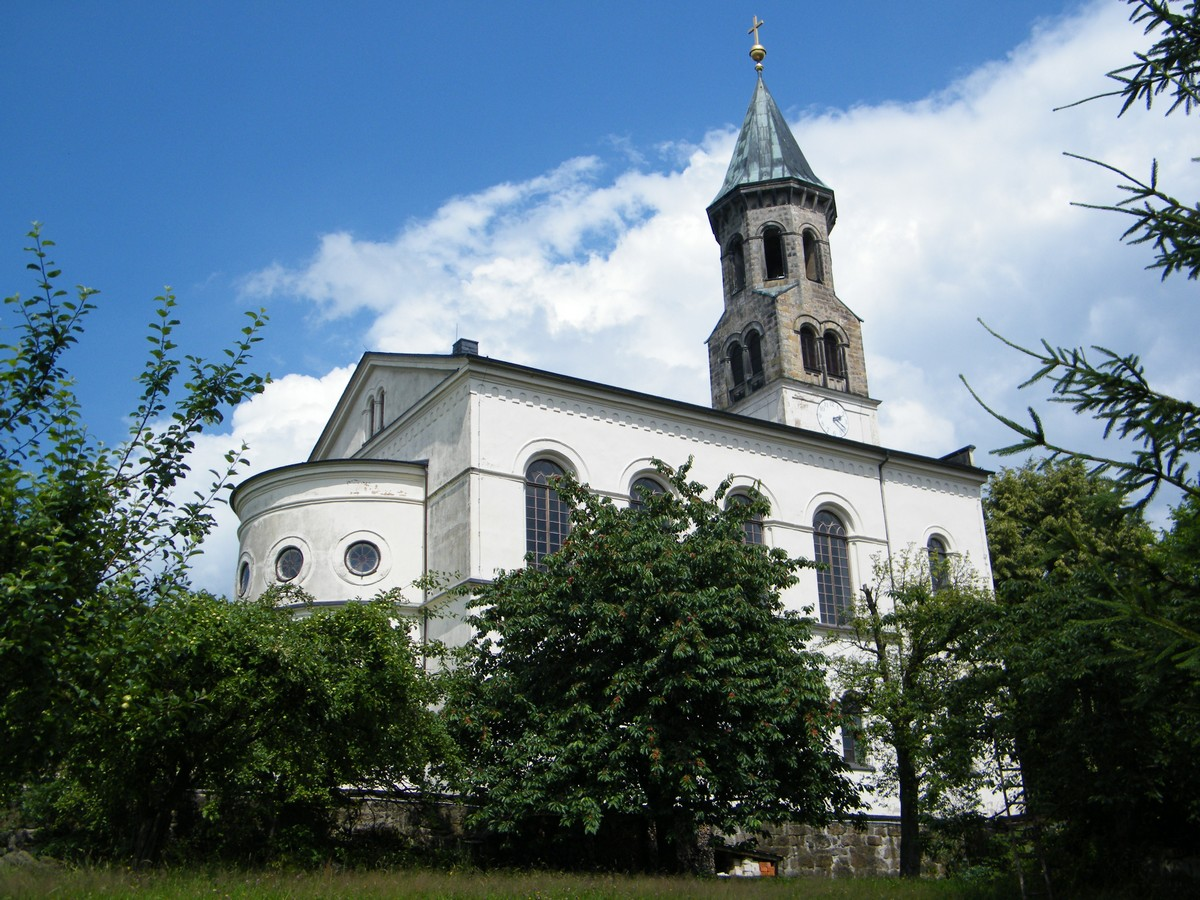
Dorfkirche

### Kirche
Die evangelische Pfarrkirche ist eine große Saalkirche mit Rundbogenfenstern, Freitreppe und apsidialem Chorabschluss, datiert 1840–42. Sie wurde nach einem Entwurf des Wasserbaudirektors Johann Gottlieb Lohse aus Dresden erbaut. Baumeister waren Johann Gottlieb Gottsorge Nickel und Johann Gottlieb Adam aus Saupsdorf. Die Ausmalung der Kirche wurde durch den Dresdner „Decorationsmaler“ Moritz Bellmann vorgenommen. Bauplan und Innengestaltung stehen den Normalentwürfen Karl Friedrich Schinkels sehr nahe, ähnlich St. Peter und Paul auf Nikolskoe im Glienicker Park, Berlin-Zehlendorf. Restaurierungen erfolgten 1902 (Innenraum) und 1987–89.
Im Innern ist das Bauwerk flachgedeckt, an drei Seiten sind eingeschossige Emporen eingebaut. Die Ausstattung stammt aus der Erbauungszeit. Die romantische Orgel wurde von Reiß im Jahr 1842 erbaut.